# Nguyễn Văn Nguyễn
Nguyễn Văn Nguyễn (1910–1953), bút danh Ngũ Yến, là một nhà báo, nhà cách mạng Việt Nam. Ông là một trong những người Cộng sản Việt Nam thời kỳ sơ khai.

## Thân thế
Ông sinh ngày 15 tháng 3 năm 1910, người làng Điều Hòa, tỉnh Mỹ Tho (nay thuộc thành phố Mỹ Tho, tỉnh Tiền Giang), con của một thầy giáo dạy chữ Nho kèm chữ quốc ngữ ở làng.
Cha mất sớm khi ông mới 10 tuổi. Tuy nhiên, nhờ sự tần tảo của mẹ, ông vẫn có một nền học vấn hoàn chỉnh. Sau khi tốt nghiệp Trung học với bằng Thành Chung tại trường Collège de Mytho, ông được cấp học bổng lên học Trường Sư phạm Sài Gòn.

## Sự nghiệp cách mạng
Năm 1925, ông bị đuổi học do tham gia vào cuộc biểu dương lực lượng yêu nước của đồng bào Sài Gòn – Gia Định nhân đám tang cụ Phan Châu Trinh. Để sinh kế, ông xin vào làm việc ở Công ty xe lửa Đông Dương. Năm 1928, ông tham gia vào tổ chức Việt Nam Thanh niên Cách mạng Đồng chí Hội, ông gia nhập An Nam Cộng sản Đảng và một năm sau đó, ông được kết nạp vào Đảng Cộng sản Việt Nam.
Ngày 13 tháng 7 năm 1930, ông bị bắt giam, nhưng vì không đủ chứng cứ để buộc tội, nên chỉ bị kết án 3 tháng tù treo.
Tháng 5 năm 1931, khi đang là Trưởng ban cán sự Đảng tỉnh Bến Tre, ông được cử làm Bí thư Tỉnh ủy lâm thời khi Tỉnh ủy Bến Tre được thành lập, dưới sự chứng kiến của ông Phạm Hùng. Ông cũng được phân công làm chủ bút báo "Búa liềm".
Ngày 16 tháng 6 năm 1931, trong khi đi công tác ở Trà Vinh, ông bị mật thám Pháp bắt và bị kết án tù, đày đi Côn Lôn (nay là Côn Đảo).
Năm 1934, mãn hạn tù trở về Sài Gòn, thông qua Nguyễn Văn Tạo, một đảng viên Đảng Cộng sản Pháp bị trục xuất về nước, đang ở trong ban biên tập báo La Lutte, ông đến xin cộng tác. Ông đã viết một loạt bài phóng sự về Côn Lôn vạch trần chế độ tù nhân dã man và hà khắc của thực dân.
Năm 1935, khi Xứ ủy Nam Kỳ và Thành ủy Sài Gòn được khôi phục lại, ông liên lạc với Đảng và tiếp tục hoạt động công khai trên báo chí. Ông viết cho tờ báo Mai của Đào Trinh Nhất và tờ Dân quyền do Sandrieu, một người Pháp tiến bộ chủ trương. Thời gian này, ông sử dụng bút danh Ngũ Yến, chiết tự từ tên và họ Nguyễn của ông.
Năm 1937, Trung ương Đảng chủ trương ra báo L’Avant Garde, do ông Hà Huy Tập chỉ đạo, ông được phân công làm thư ký tòa soạn.
Ngày 19 tháng 7 năm 1937, ông bị bắt giam cùng Nguyễn An Ninh, bị kết án 2 năm tù giam và 5 năm biệt xứ. Cho đến đầu tháng 9 năm 1939, cả hai được phóng thích. Nhưng ra khỏi tù chưa đầy một tháng thì ông bị lại và lần này, ông bị đày ra Côn Lôn.
Cuối năm 1944, một số tù chính trị được chính quyền thực dân đưa từ Côn Lôn về Bà Rá, trong số đó có ông. Nhân cuộc đảo chính 9 tháng 3 năm 1945 của người Nhật tại Đông Dương, ông cùng với một số đồng chí vượt ngục về Sài Gòn, tham gia việc chuẩn bị cướp chính quyền.
Sau Cách mạng tháng 8, ông được bầu là Xứ ủy viên Xứ ủy Nam Kỳ, được bầu làm đại biểu Quốc hội tỉnh Mỹ Tho khóa đầu tiên của nước Việt Nam Dân chủ Cộng hòa.

## Tham gia lãnh đạo Cuộc kháng chiến tại Nam Bộ
Trong Kháng chiến chống Pháp, ông lần lượt giữ nhiều chức vụ quan trọng:
- Ủy viên Ủy ban Kháng chiến Hành chánh Nam Bộ
- Ủy viên ban Tuyên huấn Xứ Ủy Nam Bộ
- Giám đốc Sở Thông tin Nam Bộ
- Giám đốc Đài phát thanh Tiếng nói Nam Bộ
- Chủ bút báo Cứu quốc Nam Bộ

Ông là một trong những người lãnh đạo đọc nhiều, viết nhiều và nhanh. Ông thường xuyên viết bài cho các báo Nhân dân miền Nam, Thống nhất, tạp chí Nghiên cứu… Là Giám đốc Đài phát thanh, nhiều lúc, ông viết một lúc cả bài tiếng Việt và bài tiếng Pháp dành cho buổi phát thanh bằng tiếng Pháp.
Năm 1953, nhận quyết định điều động của Trung ương Đảng, ông ra Bắc để nhận công tác mới. Trên đường đi, khi ra đến Bình Định, ông nhiễm bệnh sốt thương hàn và mất tại đây vào ngày 25 tháng 3 năm 1953, hưởng dương 43 tuổi.
Hai mươi ngày sau, khi ông qua đời, báo Nhân dân miền Nam số ra ngày 20 tháng 4 năm 1953, đã dành một trang báo đưa tin và tiểu sử, tỏ lòng thương tiếc một tài năng lớn đã mất, trong đó có nhận định: "Đồng chí Nguyễn Văn Nguyễn là một chiến sĩ cốt cán, một nhà viết báo có tài, nhà văn nghệ nhân dân".

## Vinh danh
Sau khi ông mất, Chủ tịch Hồ Chí Minh đã ký quyết định truy tặng Huân chương Độc lập hạng Nhất. Quyết định ngày được vào sổ số 1 ngày 1 tháng 5 năm 1957.
Tên ông được đặt cho một con đường ở Phường 8, Thành phố Mỹ Tho, tỉnh Tiền Giang và ở Quận 1, Thành phố Hồ Chí Minh (trước đây là đường Nguyễn Hữu Cảnh, gần Cầu Kiệu, khu vực Tân Định).
Tại thành phố Bến Tre có 1 con đường mang tên ông, tuyến đường 1 chiều với 4 làn xe chạy qua trung tâm mới của thành phố.
Ngoài ra, tên ông còn được đặt cho một quỹ khuyến học và một trường Phổ thông Trung học tại Mỹ Tho và Cà Mau.